# Населення Андорри
Населення Андорри. Чисельність населення країни 2015 року становила 85,6 тис. осіб (201-ше місце у світі). Чисельність андоррців стабільно збільшується, народжуваність 2015 року становила 8,13 ‰ (221-ше місце у світі), смертність — 6,96 ‰ (134-те місце у світі), природний приріст — 0,12 % (188-ме місце у світі) . 

## Природний рух

### Відтворення
Народжуваність у Андоррі, станом на 2015 рік, дорівнює 8,13 ‰ (221-ше місце у світі). Коефіцієнт потенційної народжуваності 2015 року становив 1,38 дитини на одну жінку (213-те місце у світі).
Смертність у Андоррі 2015 року становила 6,96 ‰ (134-те місце у світі).
Природний приріст населення в країні 2015 року становив 0,12 % (188-ме місце у світі).

### Вікова структура

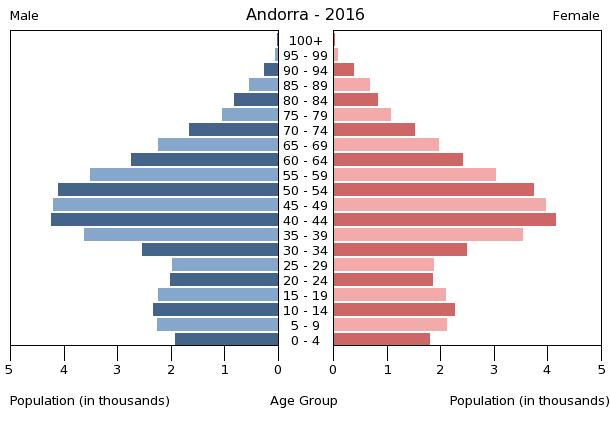
Віково-статева піраміда населення Андорри, 2016 рік

Середній вік населення Андорри становить 43,7 року (16-те місце у світі): для чоловіків — 43,8, для жінок — 43,5 року. Очікувана середня тривалість життя 2015 року становила 82,72 року (8-ме місце у світі), для чоловіків — 80,56 року, для жінок — 85,02 року.
Вікова структура населення Андорри, станом на 2015 рік, виглядає таким чином:
- діти віком до 14 років — 15,04 % (6598 чоловіків, 6269 жінок);
- молодь віком 15—24 роки — 9,42 % (4182 чоловіки, 3880 жінок);
- дорослі віком 25—54 роки — 47,78 % (20 980 чоловіків, 19 910 жінок);
- особи передпохилого віку (55—64 роки) — 13,05 % (5996 чоловіків, 5176 жінок);
- особи похилого віку (65 років і старіші) — 14,71 % (6357 чоловіків, 6231 жінки)[1].

### Шлюбність— розлучуваність
Більш як половина жителів самотні, причому вдів/вдівців більше, ніж розлучених.

## Розселення
Густота населення країни 2015 року становила 149,9 особи/км² (76-те місце у світі). Населення країни концентрується в міських поселеннях 7 гірських долин, що утворюють відповідні адміністративні одиниці — парокії.

### Урбанізація
Андорра надзвичайно урбанізована країна. Рівень урбанізованості становить 85,1 % населення країни (станом на 2015 рік), темпи зростання частки міського населення — 0,14 % (оцінка тренду за 2010—2015 роки).
Головні міста держави: Андорра-ла-Велья (столиця) — 23,0 тис. осіб (дані за 2014 рік).

### Міграції
Річний рівень еміграції 2015 року становив 0 ‰ (78-ме місце у світі). Цей показник не враховує різниці між законними і незаконними мігрантами, між біженцями, трудовими мігрантами та іншими.

## Расово-етнічний склад
| Етнічний склад (2012 рік) | Етнічний склад (2012 рік) | Етнічний склад (2012 рік) | Етнічний склад (2012 рік) | Етнічний склад (2012 рік) |
| ------------------------- | ------------------------- | ------------------------- | ------------------------- | ------------------------- |
| Етнос:                    |                           |                           | Відсоток:                 |                           |
| андоррці                  | андоррці                  |                           | 49%                       | 49%                       |
| іспанці                   | іспанці                   |                           | 24.6%                     | 24.6%                     |
| португальці               | португальці               |                           | 14.3%                     | 14.3%                     |
| французи                  | французи                  |                           | 3.9%                      | 3.9%                      |
| інші                      | інші                      |                           | 8.2%                      | 8.2%                      |

Головні етноси країни: андоррці — 49 %, іспанці — 24,6 %, португальці — 14,3 %, французи — 3,9 %, інші — 8,2 % населення (оціночні дані за 2012 рік). За оцінками на вересень 2008 року населення країни становили андоррці - 33%, іспанці - 43%, португальці - 11%, французи - 7%  та ін.

## Мови
| Мови Андорри (2015 рік) | Мови Андорри (2015 рік) | Мови Андорри (2015 рік) | Мови Андорри (2015 рік) | Мови Андорри (2015 рік) |
| ----------------------- | ----------------------- | ----------------------- | ----------------------- | ----------------------- |
| Мова:                   |                         |                         | Відсоток:               |                         |
| каталонська             | каталонська             |                         | 43.8%                   | 43.8%                   |
| іспанська               | іспанська               |                         | 32.8%                   | 32.8%                   |
| португальська           | португальська           |                         | 7.6%                    | 7.6%                    |
| французька              | французька              |                         | 7.1%                    | 7.1%                    |

Офіційна мова: каталонська, рідна для 31,4 % населення країни, розмовляє 43,8 % населення країни. Інші поширені мови: французька, рідна — 7,8 %, користується у побуті — 7,1 %; іспанська (кастильська), рідна — 35,9 %, користується у побуті — 32,8 %; португальська, рідна — 14,7 %, користується у побуті — 7,6 %.
Андорра як член Ради Європи не підписала Європейську хартію регіональних мов.

## Релігії
| Релігії в Андоррі (2011 рік) | Релігії в Андоррі (2011 рік) | Релігії в Андоррі (2011 рік) | Релігії в Андоррі (2011 рік) | Релігії в Андоррі (2011 рік) |
| ---------------------------- | ---------------------------- | ---------------------------- | ---------------------------- | ---------------------------- |
| Віросповідання:              |                              |                              | Відсоток:                    |                              |
| католики                     | католики                     |                              | 99%                          | 99%                          |

Абсолютна більшість населення країни сповідує католицтво.

## Освіта
Рівень письменності 2015 року становив 99 % дорослого населення (віком від 15 років): 99 % — серед чоловіків, 99 % — серед жінок. Державні витрати на освіту становлять 3,1 % ВВП країни, станом на 2014 рік.

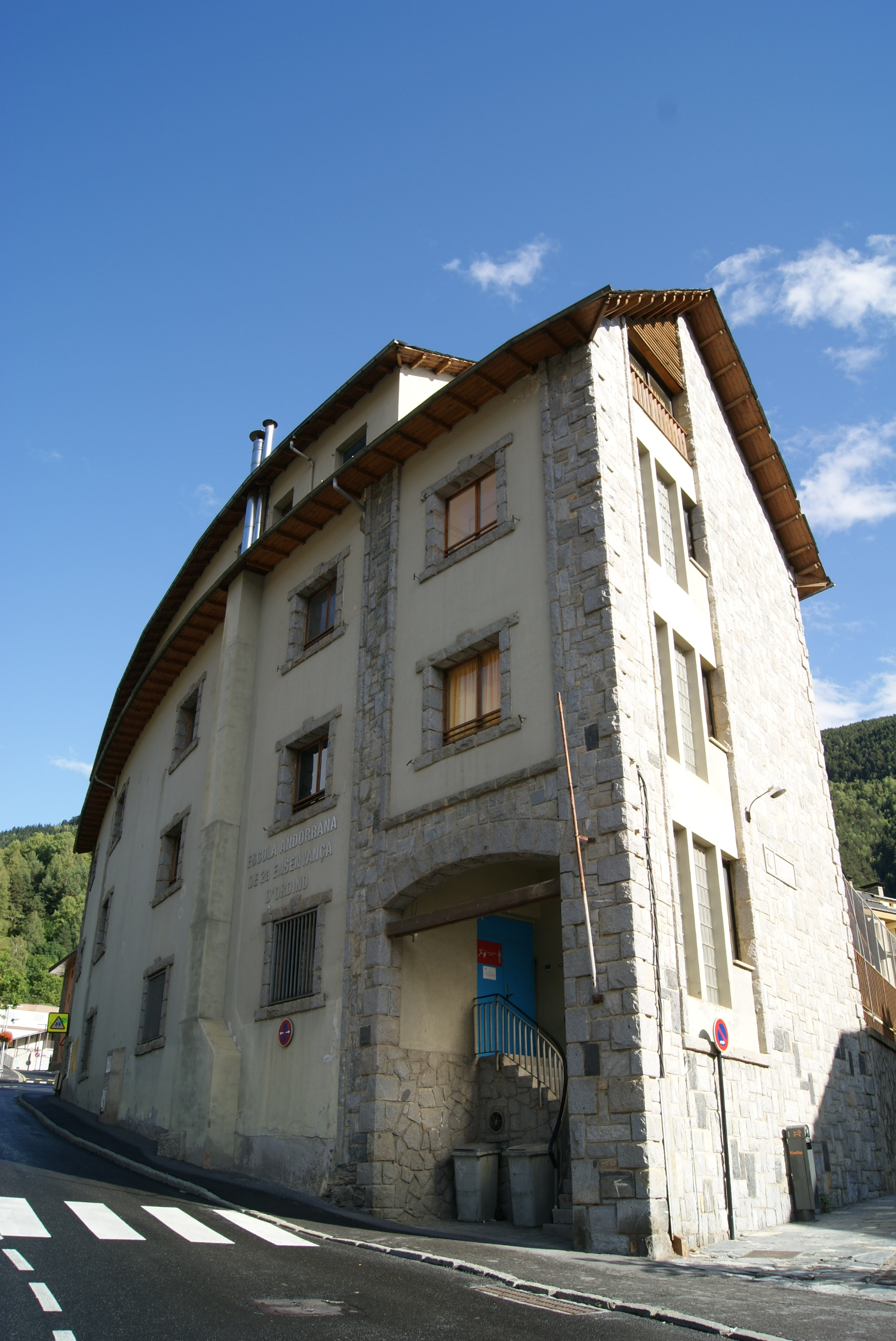
Школа в Ордіно
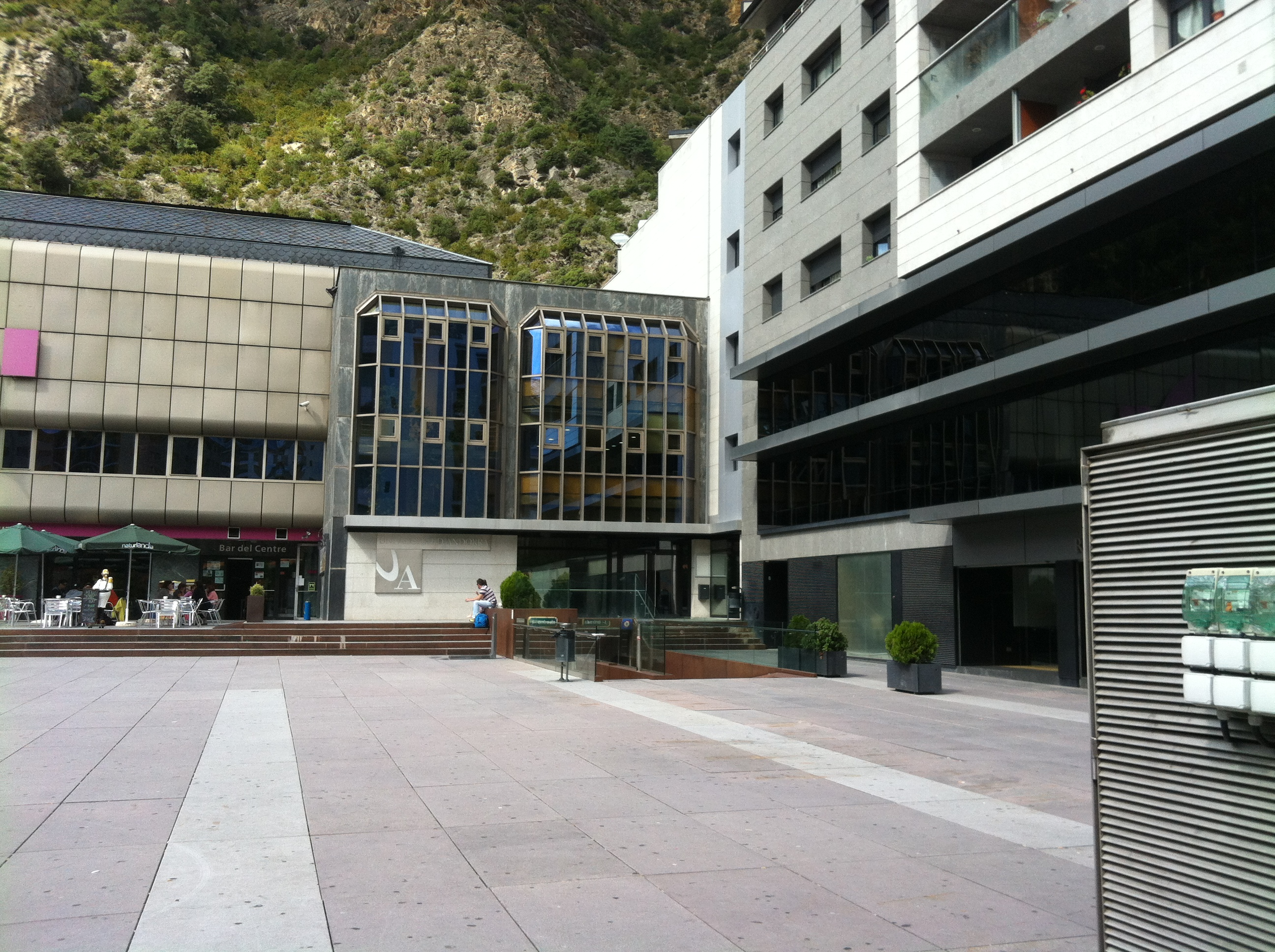
Університет Андорри

## Охорона здоров'я
Забезпеченість лікарями в країні на рівні 4 лікарі на 1000 мешканців (станом на 2010 рік). Забезпеченість лікарняними ліжками в стаціонарах 2009 року — 2,5 ліжка на 1000 мешканців (станом на 2009 рік). Загальні витрати на охорону здоров'я 2014 року становили 8,1 % ВВП країни (53-тє місце у світі).
Смертність немовлят до 1 року, станом на 2015 рік, становила 3,65 ‰ (200-те місце у світі); хлопчиків — 3,65 ‰, дівчаток — 3,65 ‰. Дані про рівень материнської смертності 2015 року відсутні.
Андорра входить до складу ряду міжнародних організацій: Міжнародного руху (ICRM) і Міжнародної федерації товариств Червоного Хреста і Червоного Півмісяця (IFRCS), Дитячого фонду ООН (UNISEF), Всесвітньої організації охорони здоров'я (WHO).

### Захворювання
Кількість хворих на СНІД невідома, дані про відсоток інфікованого населення в репродуктивному віці 15—49 років відсутні. Дані про кількість смертей від цієї хвороби за 2014 рік відсутні.
Частка дорослого населення з високим індексом маси тіла 2014 року становила 32,1 % (58-ме місце у світі).

### Санітарія
Доступ до облаштованих джерел питної води 2015 року мало 100 % населення в містах і 100 % в сільській місцевості; загалом 100 % населення країни. Відсоток забезпеченості населення доступом до облаштованого водовідведення (каналізація, септик): в містах — 100 %, в сільській місцевості — 100 %, загалом по країні — 100 % (станом на 2015 рік).

## Соціально-економічне становище
Дані про відсоток населення країни, що перебуває за межею бідності, відсутні. Дані про розподіл доходів домогосподарств у країні відсутні.
Станом на 2016 рік, усе населення країни мало доступ до електромереж. Рівень проникнення інтернет-технологій надзвичайно високий. Станом на липень 2015 року в країні налічувалось 83 тис. унікальних інтернет-користувачів (176-те місце у світі), що становило 96,9 % загальної кількості населення країни.

### Трудові ресурси
Загальні трудові ресурси 2012 року становили 36,06 тис. осіб (200-те місце у світі). Зайнятість економічно активного населення у господарстві країни розподіляється таким чином: аграрне, лісове і рибне господарства — 0,4 %; промисловість і будівництво — 4,7 %; сфера послуг — 94,9 % (станом на 2010 рік). Безробіття 2012 року дорівнювало 4 % працездатного населення (34-те місце у світі).

## Кримінал

### Торгівля людьми
Згідно зі щорічною доповіддю про торгівлю людьми (англ. Trafficking in Persons Report) Управління з моніторингу та боротьби з торгівлею людьми Державного департаменту США, уряд Андорри докладає значних зусиль у боротьбі з явищем примусової праці, сексуальної експлуатації, незаконною торгівлею внутрішніми органами, але законодавство відповідає мінімальним вимогам американського закону 2000 року щодо захисту жертв (англ. Trafficking Victims Protection Act’s) не в повній мірі, країна перебуває у списку другого рівня.

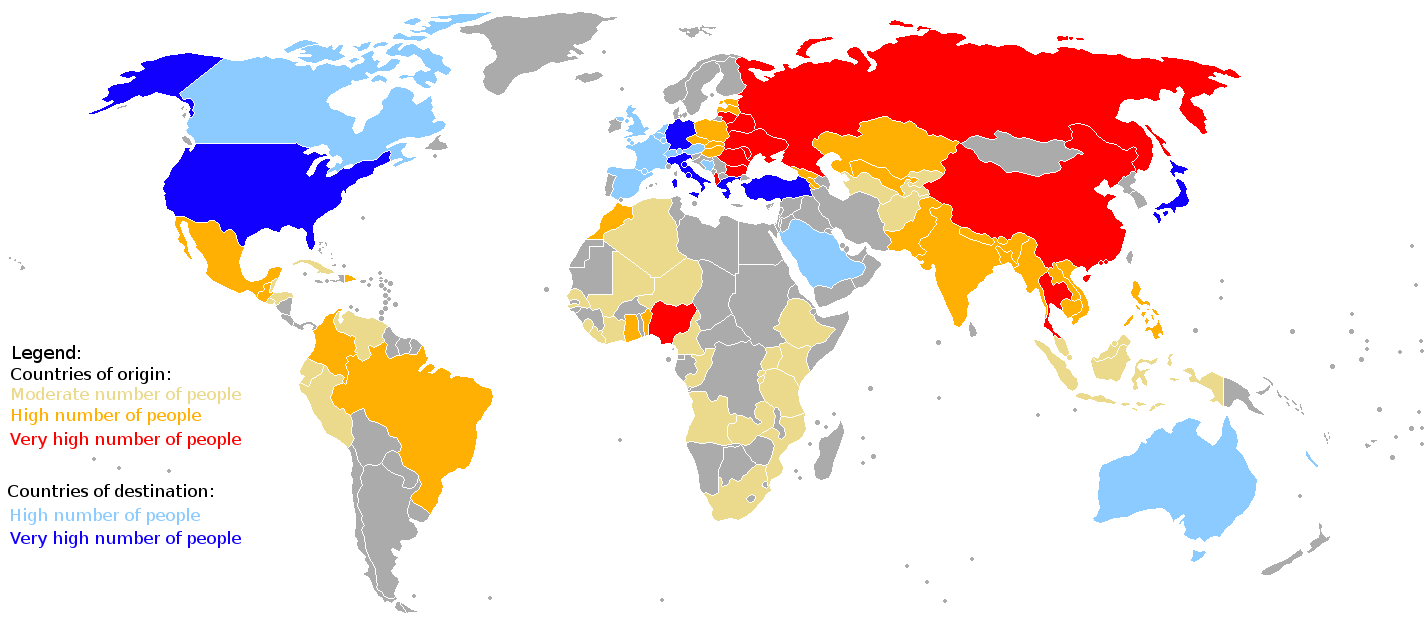
Країни-донори (червоний) і країни-реципієнти кримінальних потоків  (англ.)
Глобальна боротьба з торгівлею людьми (англ.)

## Гендерний стан
Статеве співвідношення (оцінка 2015 року):
- при народженні — 1,07 особи чоловічої статі на 1 особу жіночої;
- у віці до 14 років — 1,05 особи чоловічої статі на 1 особу жіночої;
- у віці 15—24 років — 1,08 особи чоловічої статі на 1 особу жіночої;
- у віці 25—54 років — 1,05 особи чоловічої статі на 1 особу жіночої;
- у віці 55—64 років — 1,16 особи чоловічої статі на 1 особу жіночої;
- у віці за 64 роки — 1,02 особи чоловічої статі на 1 особу жіночої;
- загалом — 1,06 особи чоловічої статі на 1 особу жіночої[1].

## Демографічні дослідження
Демографічні дослідження в країні ведуться рядом державних і наукових установ:
- Статистичне управління Андорри (ісп. Departament d'Estadística d'Andorra).

### Українською
- Атлас. 10—11 клас. Економічна і соціальна географія світу / упорядники :  О. Я. Скуратович, Н. І. Чанцева. — К. : ДНВП «Картографія», 2010. — ISBN 978-966-475-639-3.
- Атлас світу / голов. ред. І. С. Руденко ; зав. ред. В. В. Радченко ; відп. ред. О. В. Вакуленко. — К. : ДНВП «Картографія», 2005. — 336 с. — ISBN 9666315467.
- Безуглий В. В. Економічна і соціальна географія зарубіжних країн : Навчальний посібник. — К. : ВЦ «Академія», 2007. — 704 с. — ISBN 978-966-580-239-6.
- Безуглий В. В., Козинець С. В. Регіональна економічна і соціальна географія світу : Навчальний посібник. — видання 2-ге, доп., перероб. — К. : ВЦ «Академія», 2007. — 688 с. — ISBN 966-580-144-9.
- Гудзеляк І. І. Географія населення: Навчальний посібник / І. Гудзеляк. — Л. : Видавничий центр ЛНУ імені Івана Франка, 2008. — 232 с. — ISBN 978-966-613-599-8.
- Дахно І. І. Країни світу: Енциклопедичний довідник / І. І. Дахно, С. М. Тимофієв. — К. : Мапа, 2011. — 606 с. — (Бібліотека нового українця) — ISBN 978-966-8804-23-6.
- Дахно І. І. Економічна географія зарубіжних країн : навчальний посібник. — К. : Центр учбової літератури, 2014. — 319 с. — ISBN 978-611-01-0682-5.
- Джаман В. О. Регіональні системи розселення: демографічні аспекти. — Чернівці : Рута, 2003. — 392 с. — ISBN 9665685988.
- Дорошенко Л. С. Демографія: Навчальний посібник. — К. : МАУП, 2005. — 112 с. — ISBN 966-608-442-2.
- Дубович І. А. Країнознавчий словник-довідник. — 5-те вид., перероб. і доп. — К. : Знання, 2008. — 839 с. — ISBN 978-966-346-330-8.
- Економічна і соціальна географія країн світу. Навчальний посібник / За ред. Кузика С. П. — Л. : Світ, 2002. — 672 с. — ISBN 966-603-178-7.
- Загальна медична географія світу / В. О. Шевченко [та ін.] — К. : [б.в.], 1998. — 178 с.
- Крисаченко В. С. Динаміка населення: Популяційні, етнічні та глобальні виміри. — К. : Видавництво Національного інституту стратегічних досліджень, 2005. — 368 с. — ISBN 966-554-083-1.
- Любіцева О. О., Мезенцев К. В., Павлов С. В. Географія релігій. — К. : АртЕК, 1999. — 504 с. — ISBN 966-505-006-0.
- Масляк П. О. Країнознавство. — К. : Знання, 2007. — 292 с. — (Вища освіта XXI століття)
- Масляк П. О., Дахно І. І. Економічна і соціальна географія світу / П. О. Масляк, І. І. Дахно ; за ред. П. О. Масляка. — К. : Вежа, 2003. — 280 с. — ISBN 966-7091-53-8.

### Російською
- (рос.) Андорра // Демографический энциклопедический словарь / главн. ред. Валентей Д. И. — М. : Советская энциклопедия, 1985. — 608 с.
- (рос.) Андорра // Страны и народы. Зарубежная Европа. Южная Европа / Редкол. : В. П. Максаковский, С. А. Токарев (отв. ред.) и др. — М. : «Мысль», 1983. — 285 с. — (Страны и народы) — 180 тис. прим.
- (рос.) Атлас народов мира / Отв. ред. С. И. Брук и В. С. Апенченко. — М. : ГУГК ГГК СССР и Институт этнографии им. Н. Н. Миклухо-Маклая АН СССР, 1964. — 185 с. — 20 тис. прим.
- (рос.) Численность и расселение народов мира. Этнографические очерки / под ред. С. И. Брука. — М. : Издательство АН СССР, 1962. — 487 с.
- (рос.) Лаппо Г. М. География городов: Учебное пособие для географических факультетов вузов. — М. : Туманит, изд. центр ВЛАДОС, 1997. — 476 с. — ISBN 5-691-00047-0.
- (рос.) Урланис Б. Ц. Рост населения в Европе (опыт исчисления). — М. : ОГИЗ-Госполитиздат, 1941. — 436 с.
- (рос.) Ягельский А. География населения. — М. : Прогресс, 1980. — 383 с.